# Eigigu
Eigigu (auch Eguigu) ist in der nauruischen Mythologie ein junges Mädchen.

## Sage
Der Legende nach lebte sie mit ihren zwei älteren Schwestern, die ebenfalls Eigigu hießen, im Haus ihrer Eltern, welche Eigigu und Gadiya hießen. Eines Tages fiel sie um und verletzte ihr Bein schwer. Sie rannte zu ihrer Mutter, die ihr riet, zum Strand zu rennen und für immer dort zu bleiben. Die Mutter schien dabei nicht wahrgenommen zu haben, dass sie sich damit selbst schwer weh tat.
Traurig ging Eigigu an den Strand hinunter und setzte sich dort neben einen kleinen Baum, der in Nauru den Namen Dogimadere trägt. Sie betrachtete den kleinen Baum und entschied, ihn zu bewässern, um herauszufinden, wie hoch er wachsen könne. Sie bewässerte den Baum weiter, bis er den Himmel erreichte und die Spitze in einer Wolke verschwand. Eigigu begann, den Stamm hochzuklettern. Doch während sie kletterte, brachen die Äste unter ihr ab, sodass sie nicht wieder hinunterklettern könnte.
Eigigus beide Schwestern kamen, um nach ihr zu schauen. Sie sahen den Baum und ihre Schwester nahe der Spitze.
Sie riefen ihr, runterzukommen und boten ihr ein Hula -Grasröckchen und einen hübschen Gürtel an. Doch Eigigu rief zurück, dass sie es zur Mutter zurückbringen und ihr sagen sollen, dass sie sie nie mehr wiedersehen werde. Traurig überbrachten die Schwestern der Mutter die Nachricht, welche darauf einige Tage darüber aufgebracht war, aber es war bereit zu spät, um etwas zu unternehmen.
Indessen kletterte Eigigu in eine Wolke bei der Spitze des Baumes. Zu ihrer großen Überraschung fand sie dort ein Haus, und weil sie hungrig war, trat sie ein. Im Haus saß eine blinde, alte Dame namens Enibarara, die Palmensaft aus einem Becher trank. Eigigu bediente sich mit zwei Bechern Saft, bevor die alte Dame erkannte, dass etwas nicht stimmte. Die Dame rief misstrauisch, wer es wage, den Palmensaft ihres Sohnes zu stehlen. Eigigu wollte gerade einen dritten Becher nehmen, als die Dame plötzlich ihre Hand ergriff und sie festhielt. Eigigu flehte, sie würde die Dame von ihrer Blindheit heilen, wenn sie sie beschütze. Enibarara stimmte zu, worauf ihr Eigigu in die Augen blies.
Viele Ameisen, Käfer und kleine Insekten krabbelten aus Enibararas Augen, worauf sie wieder sehen konnte. Sie bedankte sich bei Eigigu und versteckte sie, da ihr Sohn Debao, der Donner, komme. Sie versteckte Eigigu in einer großen Muschelhälfte. Debao konnte einen Menschen wittern, Enibarara meinte aber, dass er falschliege. Plötzlich wurde es sehr warm im Haus; Enibararas zweiter Sohn Ekwan, die Sonne, kam vorbei. Als letzter erschien der jüngste Sohn Maramen, der Mond. Auch er witterte Eigigu. Enibarara bestätigte dies und meinte, Maramen solle Eigigu zur Braut nehmen, da sie gut zueinander passen würden. Am nächsten Tag soll Eigigu auf Maramens Schoß mit einer Wolke fortgeritten sein. 
Gläubige Nauruer sagen heute noch, wenn man den Mond in einer klaren Nacht genau beobachte, würde man einen dunklen Schatten erkennen. Das sei Eigigu, wie sie in der Mondsichel sitzend eine Matte aus Blättern der Pandanuspalme webt.

## Nachwirkungen
Nach Eigigu ist heute ein kleines Unternehmen in Nauru benannt: Die Eigigu Holdings Corporation, die einen Supermarkt in Denigomodu betreibt. Die Firma ist wichtigster Abnehmer der Fischer in Nauru, da es keinen Fischmarkt gibt. Manager des Supermarkts ist Ellington Dowabobo, Präsident des ganzen Unternehmens ist Jarden Kephas.